# Дорабяльская, Алиция Фоминишна
Алиция Фоминишна Дорабяльская (14 октября 1897, Сосновец — 7 августа 1975, Варшава или Лодзь) — польский химик.

## Жизнь
Алиция родилась в Сосновце, Вислинская земля, Российская империя (ныне Польша) 14 октября 1897 года. В 1914 году она окончила среднюю школу в Варшаве, а в следующем году поступила на физико-математическое отделение Московских высших женских курсов, которое окончила в 1918 году. Дорабяльская получила докторскую степень. окончила Варшавский университет в 1922 году и училась у Марии Кюри в Радиевом институте в Париже в 1925 году. С 1918 по 1932 год Дорабяльская работала ассистентом в Институте физической химии Варшавского политехнического университета. Два года спустя она была назначена доцентом кафедры физической и неорганической химии Львовской политехники в 1934 году и занимала должность заведующего кафедрой во время Второй мировой войны. В 1945 году Дорабяльская получила звание профессора и с 1945 по 1951 год занимала должность декана химического факультета. Она также была заведующей кафедрой с 1945 по 1968 год. Умерла в 1975 году.

## Деятельность
Дорабяльская написала диссертацию по термохимическим исследованиям стереоизомерии кетонов под руководством Войцеха Свентославского.